# 大阿太村
大阿太村（おおあだむら）は奈良県中部、宇智郡に属していた村。現在は五條市の東部。

## 歴史
- 1891年（明治24年）10月22日 - 阿太村が分割され、大字佐名伝・東阿田・西阿田・山田・原・大野新田の区域をもって発足。
- 1952年（昭和27年）7月1日 - 大字佐名伝が吉野郡大淀町へ編入される。
- 1957年（昭和32年）10月15日 - 五條町、野原町、牧野村、北宇智村、宇智村、阪合部村、南阿太村と合併し、五條市が発足。同日大阿太村廃止。